# Zyx
Pour les articles homonymes, voir Hurtubise.
Jacques Hurtubise, dit Zyx, né le 5 novembre 1950 à Ottawa au Canada et mort le 11 décembre 2015 d'une crise cardiaque, est un éditeur ainsi qu'un scénariste et dessinateur québécois de bande dessinée.
Il est l'un des fondateurs et l'éditeur du magazine Croc et l'une des personnalités les plus marquantes de la bande dessinée québécoise des années 1970 et 1980.

## Biographie

### Les débuts
Jacques Hurtubise naît à Ottawa en novembre 1950. Son père est un des premiers ingénieurs en électronique de l'Université  Laval. Il passe ses années d'enfance et d'adolescence à Rimouski. Il dit de celles-ci qu'elles se vivent « dans un monde pas tout à fait réel, entre Tintin et Spirou, Pépino, Bobino et Lone Ranger, Mussorgsky, Mozart et Dave Brubeck, Bob Morane, Biggles et Alphonse Daudet ». Sa famille déménage à Montréal en 1964.
Alors qu’il est étudiant à l’École Polytechnique de Montréal, il publie ses premières bandes dessinées dans le journal étudiant Le Polyscope.
Il publie, en novembre 1971, L'Hydrocéphale Illustré, journal de format tabloïd, en collaboration avec Gilles Desjardins et Françoise Barrette. Le premier numéro contient des bandes dessinées d’une dizaine d’auteurs dont Réal Godbout et Michel Demers. Hurtubise y publie, sous le pseudonyme de Zyx, qu'il conservera par la suite, une planche d'un personnage nommé Crézy Rider, allusion au film Easy Rider.
Le deuxième numéro est publié en mai 1972. Hurtubise et son équipe décrivent l’Hydrocéphale Illustré comme étant « le plus grand journal québécois de bandes dessinées au monde (15 po. X 11 po. »,. Les ventes dépassent les prévisions mais Hurtubise et l’équipe de l’Hydrocéphale décident d’en cesser la publication et d'améliorer leur connaissance du marché avant d'aller plus loin.
Entre la publication de ces deux numéros, Hurtubise participe à un stage, organisé par l’Office Franco-Québécois de la jeunesse, qui lui permet de rencontrer des dessinateurs européens tels que Marcel Gotlib, Jean Giraud et Philippe Druillet et de visiter l’éditeur Jacques Glénat ainsi que les éditeurs de Charlie, Phénix et Pilote où lui et son groupe sont reçus par René Goscinny et Albert Uderzo,.
En 1972, il délaisse Polytechnique pour se consacrer entièrement à ses projets de bandes dessinées. C’est le moment où  Pierre Fournier se joint à l’équipe de l’Hydrocéphale et fait connaître à Jacques Hurtubise le milieu de la bande dessinée américaine.
À l’été 72 Hurtubise organise un projet visant à étudier les milieux de la bande dessinée québécoise, canadienne et américaine. Ceci le mène en 1972 et 1973 à New-York, en compagnie d’autres membres de l’équipe de l’Hydrocéphale, au Comic Art Convention où ils rencontrent des artistes américains dont Jack Kirby, Dick Giordano, Jim Steranko et Denis Kitchen ainsi que des éditeurs américains tels que Jim Warren. En 1973, Hurtubise et son groupe sont invités à y présenter la bande dessinée québécoise.
En septembre 1972, il dirige la rédaction et l’édition du Guide du parfait petit dessinateur québécois de bandes dessinées, dont le rédacteur principal est Gilles Thibault. Ce guide constitue la première analyse de marché de la bande dessinée au Québec.
En 1973, il est à l’origine de la création de deux entités : Les éditions de l’Hydrocéphale entêté et la coopérative de production de bandes dessinées Les Petits Dessins,.

### Les éditions de l’Hydrocéphale Entêté

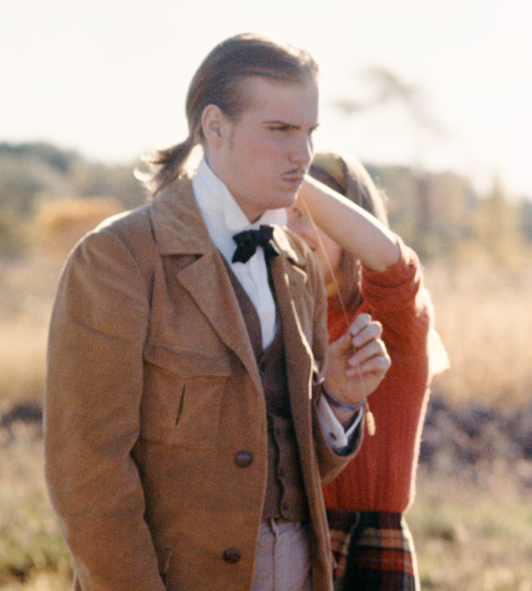
Jacques Hurtubise en 1974 lors de la séance photo du photo-roman de l'Illustré no 8

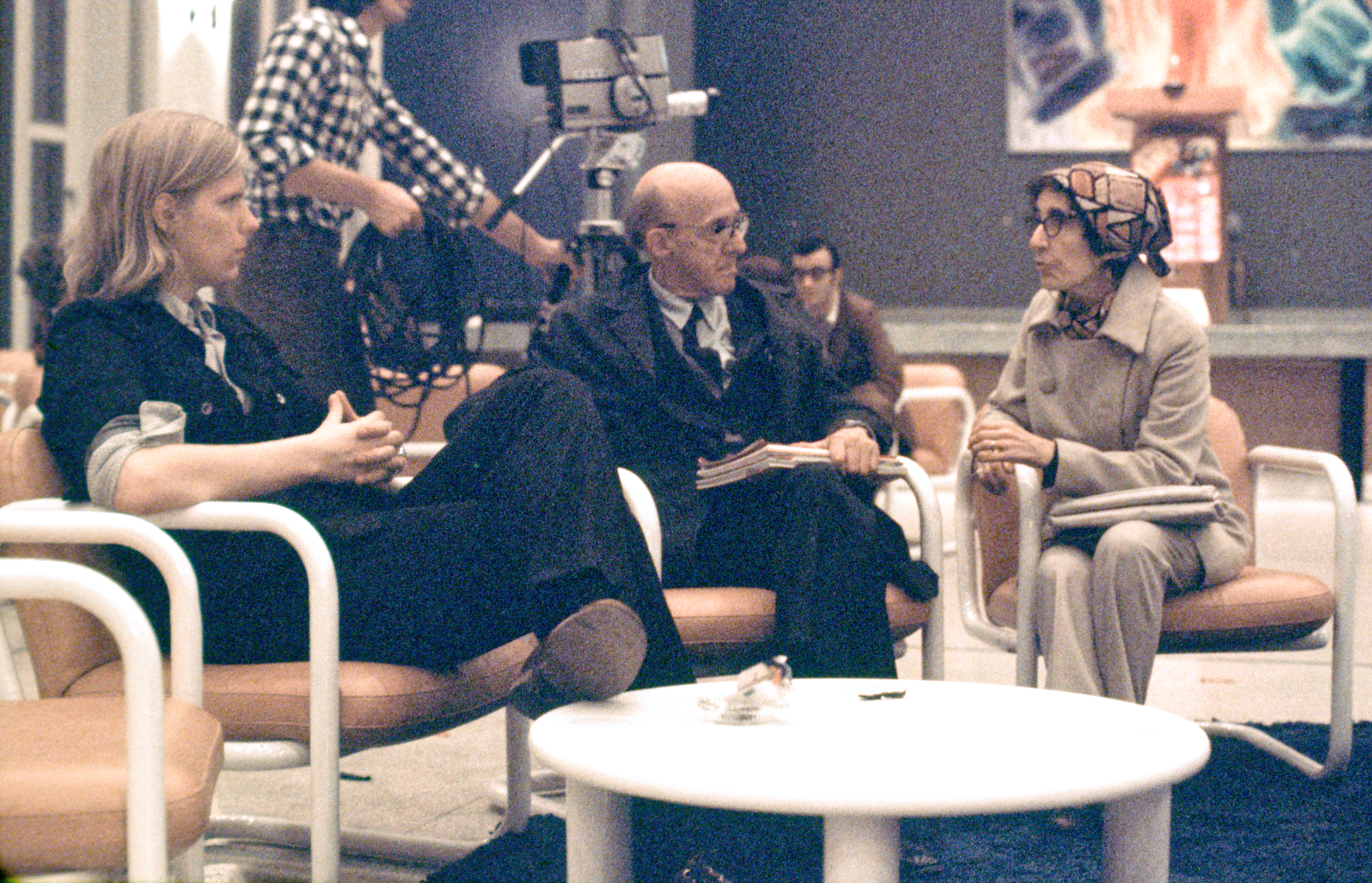
Jacques Hurtubise et les précurseurs de la bande dessinée québécoise Rodolphe Vincent et Odette Fumet au Show de la bande dessinée en 1973

La nouvelle entreprise est le résultat du regroupement des équipes des magazines Made in Kébec de Sherbrooke, Kébec Poudigne de Montréal et de L’Hydrocéphale Illustré. À la tête de l’organisation on retrouve Jacques Hurtubise, Pierre Fournier, Gilles Desjardins et Jean Villecourt. Plusieurs artistes y collaborent, dont Fernand Choquette et Réal Godbout.
En septembre 1973, l’Hydrocéphale publie, dans un format comic book les Aventures du Capitaine Kébec qui devient « l’icône symbolique de toute la BDK de cette époque »,. Le célèbre auteur belge André Franquin fait un clin d’œil au personnage dans une de ses bandes dessinées de Gaston Lagaffe.
En collaboration avec l’Université de Montréal, l’Hydrocéphale organise le Show de la bande dessinée en septembre 1973. Cet événement, le premier du genre au Québec, présente des œuvres originales d’auteurs québécois, des diaporamas et des entrevues vidéo d’auteurs européens et américains. L’exposition est par la suite présentée dans divers établissements du Québec ainsi qu’au Cosmicon de Toronto et au Comic Art Convention de New-York.
En septembre 1974, L’Hydrocéphale publie L’Illustré où on retrouve en partie l’équipe et le style de la future revue Croc,,.
En plus de diriger la publication, Hurtubise y publie Le Sombre vilain et apparaît dans une satire de photo-roman.

### La coopérative Les Petits Dessins
En 1972, Hurtubise démarre la formation de la coopérative Les Petits Dessins qui voit le jour en 1973. La coopérative vise à promouvoir les dessinateurs québécois auprès des quotidiens et hebdos francophones du Québec. La coopérative publie un catalogue de bandes dessinées quotidiennes (comic strips) distribuée aux éditeurs.  Le quotidien Le Jour en retient six qui sont publiées à partir d’avril 1974 : Lunambule de Tibo, les terriens de Godbout , le Sombre Vilain d’Hurtubise, les jaunes d’œufs de Bernard Tanguay, Célestin de Michel Demers, les âmes limpides de Côté, puis Crimpof de Desjardins à partir d’octobre 1975,. Le jour termine toutefois sa publication en septembre 1976. Le quotidien La Presse publie pour sa part Rodolphe de Bernèche de 1973 à 1975.
Certaines de ces bandes dessinées sont rééditées dans le magazine Prisme, la revue littéraire La Barre du jour et les éditions BDK.

### Autres Activités
Durant les années 1970, Hurtubise se consacre également à d’autres activités. Notamment, il est chroniqueur durant une saison à l’émission Téléchrome de Radio-Canada animée par Lise Lasalle et réalisée par James Dormeyer . Cette émission présente en direct à chaque semaine la création d’une bande dessinée par de jeunes dessinateurs en studio et de jeunes scénaristes au téléphone.
Il tient par ailleurs la chronique Musique du magazine l’Actualité dans un style qui préfigure celui de Croc .
En 1979, Hurtubise est candidat aux élections fédérales canadiennes pour le parti Rhinocéros, parti voué à la satire politique .

### La périodeCroc
Hurtubise fonde la revue satirique Croc avec Hélène Fleury et Roch Côté. Le premier numéro paraît en septembre 1979 , et le magazine connaît un succès immédiat. Son tirage atteint 50 000 exemplaires dès le 8e numéro.
Pierre Huet se joint comme rédacteur en chef à partir du 4e numéro. Parmi l’équipe de rédacteurs on retrouve entre autres Stéphane Laporte, Claude Meunier, Jean-Pierre Plante (co-auteur de Broue), Yves Taschereau et François Parenteau. En 1984, l’entreprise compte 12 permanents, 50 collaborateurs réguliers et une centaine de pigistes.
En septembre 1983, l’entreprise publie Titanic, un magazine consacré entièrement à la bande dessinée.  Malgré sa qualité, il s‘avère qu’elle s’adresse à un public averti mais trop restreint pour atteindre la rentabilité,. La publication cesse en novembre 1984.
Dans les années 80, l’entreprise met en marché des produits dérivés (jeux de société, agendas, etc.) et crée une émission de radio, Radio-Croc, diffusée en 1986 et 1987.
Elle produit également, en collaboration avec la société Logidisque, les premiers logiciels de jeux conçus au Québec en français.  Dans les années 90 Hurtubise fonde l’entreprise Logiciels Z&H International qui produit des logiciels humoristiques (Compu-Cius et Le Blagiciel Croc) ainsi qu'un logiciel de nature utilitaire qui sont distribués par Logidisque.
En avril 1995, après 185 numéros, Croc cesse d'être publié.
En 2009, le magazine reçoit le prix Albert-Chartier qui rend hommage à un acteur important ou influent de la bande dessinée québécoise. Ce prix est décerné lors du Festival de la bande dessinée Francophone du Québec,.

### L’aprèsCroc
Après la fin de la publication de Croc, Hurtubise se consacre à l'informatique et à Internet. Il devient éditeur de logiciels pour la société Logidisque, firme qui, de 1982 à 2001, produit les logiciels Le Secrétaire personnel et L'Écrivain public. Il est par la suite rédacteur en chef d'InfiniT, la communauté virtuelle de Vidéotron jusqu'en mai 1999 . Il devient ensuite conseiller principal, stratégie et communication, chez Intellia, puis chez Nurun qui est alors la division nouveaux médias de Québécor. Il agit par la suite comme directeur de l’interactivité à Télévision Quatre-Saisons (TQS), MusiquePlus et comme consultant en interactivité pour divers clients Internet.
En octobre 2005, il lance le magazine Le Doigt, une publication hebdomadaire satirique  qui publie 6 numéros.
Jacques Hurtubise demeure, avec Albert Chartier, l'un des deux seuls québécois cités dans Le Dictionnaire mondial de la Bande Dessinée de Patrick Gaumer et Claude Moliterni, édité chez Larousse en 1997, et dans The World Encyclopedia of Comics dirigée par Maurice Horn, publiée par Chelsea House en 1976.
Jacques Hurtubise est reçu en juin 2007 au Temple de la renommée de la bande dessinée canadienne, distinction décernée à Toronto à quelques créateurs canadiens de bandes dessinées par un jury anglophone. Zyx est le deuxième auteur vivant à recevoir cette récompense (après Dave Sim et la même année que Gerald Lazare) et le premier francophone avec Albert Chartier).
De 2012 jusqu'à son décès, il est responsable de la mobilisation et du développement chez Oxfam Québec.
Le fonds d'archives de Jacques Hurtubise est conservé au centre d'archives de Montréal de Bibliothèque et Archives nationales du Québec.
Un prix nommé en son nom est remis annuellement dans le cadre du Festival de la bande dessinée francophone de Québec (FBDFQ).  Ce prix vise à favoriser la nouvelle création et les auteurs émergents au Québec.

## Prix et distinctions
- 2007 Prix Joe-Shuster [45] Temple de la renommée de la bande dessinée canadienne

## Publications
- 1981 : Le sombre vilain, Éditions Ludcom, Montréal.
- Avril 1974 à septembre 1976: Le sombre vilain, bande dessinée quotidienne dans  Le Jour, Montréal